# Clutia katharinae
Clutia katharinae là một loài thực vật có hoa trong họ Peraceae. Loài này được Pax mô tả khoa học đầu tiên năm 1911.